# 上富良野演習場
上富良野演習場（かみふらのえんしゅうじょう）は、陸上自衛隊の設置する演習場の一つである。北海道空知郡上富良野町・中富良野町・富良野市にまたがる道北地方最大級の演習場である。上富良野駐屯地業務隊演習場管理班が管理している。

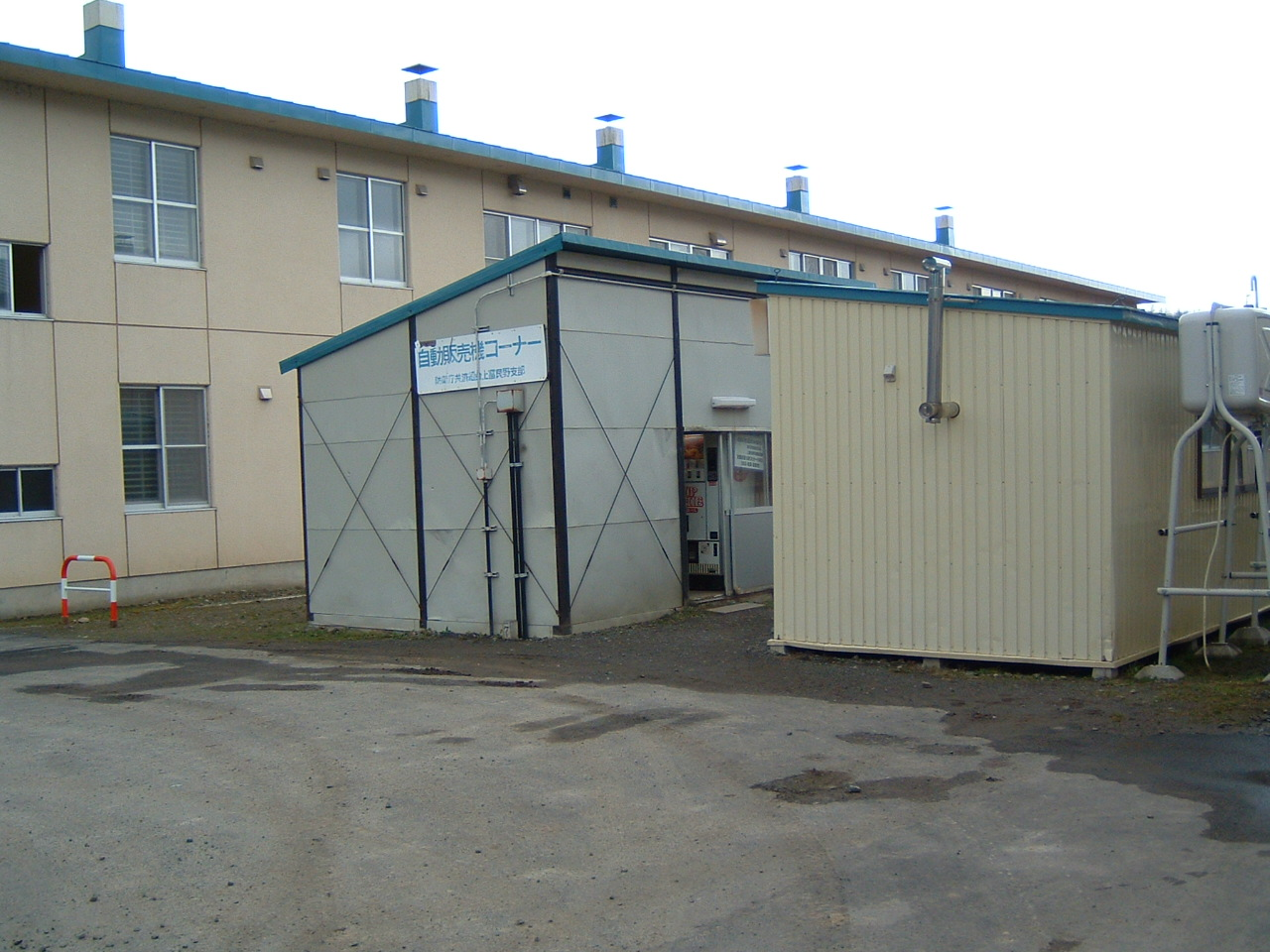
上富良野演習場廠舎地区

## 概要
- 昭和30年代に十勝岳麓の原生林を切り開いて設置された。
- 第2師団各部隊や約6キロ離れた上富良野駐屯地所在部隊が主に訓練で使用する。
- 隣接する上富良野射撃場で小銃射撃等。演習場内各射場では特科部隊の榴弾砲・戦車による射撃、普通科連隊の無反動砲、迫撃砲、対戦車ミサイルの射撃を実施。

## その他
上富良野駐屯地～上富良野演習場間の町道は、戦車が通行することを想定して、アスファルトではなくコンクリートで舗装されている。
旭川市忠和付近旭川大橋より上富良野演習場の一部（主に富良野岳麓と弾着地付近）が見える。運が良ければ弾着の煙も観測可能。
地質柄、岩だらけの地形であり、陣地構築訓練には不向きでスコップやツルハシを使用しても簡単に穴を掘れず、「隊員泣かせの演習場」と呼ばれている。現に深さ30センチ程度の穴を掘るにも土を掘るより岩を取り除いた方が早いとまで言われている。